# Tinodon
Tinodon é um gênero extinto de mamífero. Descrito pela primeira vez pelo paleontólogo Othniel Charles Marsh, contém duas espécies reconhecidas: Tinodon bellus e Tinodon micron. É conhecido a partir de restos de mandíbulas e dentes. Sua posição taxonômica dentro da linhagem dos mamíferos permanece incerta, tendo sido colocado diversas vezes dentro e fora do grupo coroa Mammalia. Viveu do Jurássico Superior ao Cretáceo Inferior, sendo encontrado tanto na América do Norte quanto na Europa. Acredita-se que seus habitats conhecidos variavam de semiáridos a áridos.

## História da descoberta
O gênero Tinodon foi descrito pelo paleontólogo americano Othniel Charles Marsh em 1879, a partir de restos encontrados nas "camadas jurássicas das montanhas rochosas" (hoje conhecidas como a formação Morrison). Em 1887, ele atribuiu o gênero à nova família Tinodontidae. Marsh identificou quatro espécies de Tinodon: Tinodon bellus (a espécie-tipo), Tinodon ferox, Tinodon robustus e Tinodon lepidus. As espécies Tinodon ferox e Tinodon robustus foram desde então movidas para o gênero Priacodon [en], enquanto Tinodon lepidus foi tratado como um sinônimo de Tinodon bellus. Uma espécie adicional foi descrita a partir de dentes do grupo Purbeck [en] da Inglaterra em 2000 pela paleontóloga francesa Denise Sigogneau-Russell [en] e pelo geólogo britânico Paul Ensom. Foi nomeada Tinodon micron. Outra espécie foi sugerida pelos paleontólogos americanos George Engelmann e George Callison em 1998, mas foi deixada em nomenclatura aberta. Um dente encontrado pelo paleontólogo alemão Georg Krusat em 1969 na formação Lourinhã em Portugal foi provisoriamente atribuído a Tinodon, mas a identidade do espécime permanece incerta.

## Descrição

### Espécie-tipo
Marsh descreveu Tinodon a partir de uma única mandíbula inferior. Ele ressaltou sua distinção de outros mamíferos primitivos dos Estados Unidos, dizendo que se assemelhava mais ao gênero inglês Triconodon [en]. Ambos os gêneros têm três cúspides (cones pontiagudos) em cada molar, mas Tinodon difere por ter quatro dentes molares inferiores em vez de três. Em Tinodon, o cone do meio de cada dente é o maior, enquanto em Triconodon, eles são todos aproximadamente do mesmo tamanho. Marsh descreveu o processo coronoide [en] do espécime (uma projeção óssea encontrada nas mandíbulas dos mamíferos) como "impressionante". Sua borda frontal forma um ângulo reto com o ramo (uma projeção óssea ascendente da mandíbula inferior). A articulação da mandíbula está apenas ligeiramente acima do nível dos dentes. Os oito dentes posteriores juntos ocupam 10 mm da linha da mandíbula, enquanto o comprimento do último molar até o final da linha da mandíbula é de 9 mm. Em um estudo posterior do espécime-tipo, o paleontólogo sul-africano Alfred W. Crompton [en] e o paleontólogo americano Farish Jenkins [en] observaram que os dentes continham facetas profundamente incisas (superfícies planas), representando um estado de desgaste avançado.
Crompton e Jenkins também compararam os dentes com o único dente conhecido (um molar superior) de Eurylambda, outro gênero de mamífero da formação Morrison, e escreveram que os contornos molares e os padrões de desgaste correspondentes de ambos os espécimes tornavam "extremamente provável" que o espécime de "Eurylambda" simplesmente representasse um dente superior de Tinodon. Outro dente de Eurylambda/Tinodon, um molar superior esquerdo completo, foi posteriormente descrito pelo paleontólogo Guillermo W. Rougier e colegas. A descoberta do dente, em melhores condições do que o espécime anterior de Eurylambda, foi significativa porque os dentes das mandíbulas superiores de mamíferos fósseis são geralmente preservados de forma pior do que os da mandíbula inferior. O molar tem três cúspides, das quais o paracone (a cúspide mais anterior) é de longe a maior e mais alta, duas vezes mais alta que a próxima cúspide mais alta, o metacone (cúspide do meio). Isso, juntamente com sua forma, que é curva de um lado e plana do outro, confere ao paracone uma forma conspícua, semelhante a um gancho. Com base em sua descoberta, eles levantaram a hipótese de que as cúspides principais formavam uma forma triangular, que os dentes eram um tanto largos nas direções dos lábios e da língua, e que o animal não possuía um lobo parastilar (uma cúspide específica cuja presença se acredita ser específica de linhagens de mamíferos mais modernas). Com base nessas características, Rougier e colegas concluíram que a ideia de que Eurylambda é sinônimo de Tinodon é provavelmente correta.

### Outras espécies
Marsh descreveu o que ele acreditava representar outra espécie do gênero com base em outra mandíbula inferior, menor. As diferenças percebidas incluíam dentes menores, a margem interna da mandíbula sendo um tanto infletida, e a articulação da mandíbula estando nivelada com a base dos dentes, em vez de acima de suas coroas. O paleontólogo americano George Gaylord Simpson escreveu que a primeira observação de Marsh era errônea, pois as próprias medições de Marsh haviam mostrado que os dentes de ambos os espécimes eram do mesmo tamanho. Simpson afirmou ainda que, embora outras diferenças existissem, elas eram pequenas. Kielan-Jaworowska et al. declararam as duas espécies sinônimas com base nas observações de Simpson, e afirmaram ainda que é provável que todos os restos de Tinodon da formação Morrison pertençam à espécie Tinodon bellus.
A espécie Tinodon micron foi descrita com base em um punhado de molares. Os dentes diferiam dos de espécimes conhecidos por seu tamanho menor, a presença de cíngulos [en] labiais (cristas de esmalte voltadas para os lábios), um cíngulo lingual (voltado para a língua) menos agudo centralmente e uma angulação menos íngreme das cúspides. Os pesquisadores que descreveram T. micron notaram que alguns dos dentes poderiam pertencer a uma espécie do gênero Spalacotherium; por outro lado, eles afirmaram que alguns dos dentes que atribuíram a Spalacotherium evansae poderiam pertencer a Tinodon micron.

## Classificação
A colocação de Tinodon no esquema de classificação mais amplo dos mamíferos é incerta. Em seu livro de 2004, Mammals from the Age of the Dinosaurs, a paleobióloga polonesa Zofia Kielan-Jaworowska e colegas construíram múltiplos cladogramas avaliando possíveis relações entre mamíferos extintos, um dos quais colocou Tinodontidae em um clado não nomeado consistindo dos grupos Allotheria, Eutriconodonta e Trechnotheria. No entanto, seus resultados não foram conclusivos, e eles finalmente designaram Tinodontidae como incertae sedis dentro de Mammalia. A família foi posteriormente incluída em um estudo de 2010 pelos paleontólogos russos Alexander Olegovich Averianov e Alexey Vladimirovich Lopatin que analisou as relações entre vários grupos de mamíferos com base no consenso científico, que rejeitou a ideia tradicional de que Mammalia poderia ser dividida em três subclasses (Prototheria, representada pelos monotremados vivos; Allotheria, contendo os multituberculados extintos; e Theria). Em vez disso, colocou todos os membros do grupo coroa Mammalia dentro de Trechnotheria, com Tinodontidae como seu grupo-irmão. Uma análise semelhante baseada em consenso de 2014 pelo paleontólogo chinês Shundong Bi e colegas contradisse os resultados do estudo de 2010 (sem citá-lo diretamente) e reafirmou a colocação de Tinodon entre os mamíferos do grupo coroa, especificamente como um grupo-irmão de Allotheria. No entanto, os autores do artigo notaram que isso era inconsistente com sua posição taxonômica usual (citando Kielan-Jaworowska et al.) e que sua posição era instável. Eles sugeriram a possibilidade de que essa colocação pudesse indicar o desenvolvimento de dentes alotérios, como os de Haramiyavia [en], a partir de um arranjo de cúspides triangulares mais simples. Em última análise, eles afirmaram que mais dados seriam necessários para chegar a uma conclusão mais definitiva.

## Paleoecologia
Na América do Norte, Tinodon é conhecido da formação Morrison, datada do Jurássico Superior (do final do Kimmeridgiano ao início do Titoniano). Na Europa, foi registrado no grupo Purbeck em Dorset, Inglaterra, e possivelmente na formação Lourinhã em Portugal, com ambos os registros datados do Berriasiano do Cretáceo Inferior. Seu registro português é considerado provisório, baseado em um único molar inferior, com algumas das características do espécime se assemelhando mais às de um esfalacoteriídeo.
Além de Tinodon, a formação Morrison rendeu restos de mais de cem espécies de vertebrados, incluindo dinossauros (como Stegosaurus, Allosaurus e Apatosaurus), crocodilos, tartarugas, sapos, salamandras e outros mamíferos. Segundo Kielan-Jaworowska et al., todo o conjunto de mamíferos do Jurássico Superior da América do Norte provém da formação Morrison, que eles descreveram como o conjunto mais diversificado de mamíferos de sua idade em qualquer lugar do mundo. Acredita-se que o paleoclima da área tenha sido semiárido, com chuvas sazonais e ventos de oeste subtropicais.
Os mamíferos do grupo Purbeck, embora um tanto semelhantes aos da formação Morrison e tradicionalmente acreditados como sendo do Jurássico Superior, foram mais recentemente sugeridos como provenientes do Berriasiano do Cretáceo Inferior. O grupo Purbeck é conhecido há mais de um século por seu calcário fossilífero, que se acredita ter sido depositado em lagoas de águas rasas de salinidade variável, de hipersalina a salobra e doce. A área ao redor das lagoas era dominada pela conífera Protocupressinoxylon purbeckensis. A paleobotânica e paleoclimatologista britânica Jane Francis [en], cuja tese de doutorado foi escrita sobre as árvores fósseis do grupo Purbeck, sugeriu que as raízes rasas e a folhagem esparsa e cerosa das árvores eram adaptadas a um clima com pouca chuva e verões áridos, semelhante a partes do moderno norte de África. Acredita-se que as florestas tenham sido sujeitas a inundações repetidas, levando ao seu encasulamento em estromatólitos de algas. O geólogo britânico John R. Underhill [en] atribuiu esses eventos ao movimento ao longo de linhas de falha geológica.